# 莱克莱里穆瓦
莱克莱里穆瓦（法語：Les Clérimois，法語發音：[le kleʁimwa]）是法国勃艮第-弗朗什-孔泰大区约讷省的一个市镇，位于该省北部，属于桑斯区。

## 地理
莱克莱里穆瓦（48°13'41"N, 3°26'28"E）面积12.61 平方千米，位于法国勃艮第-弗朗什-孔泰大區约讷省，该省份为法国中北部内陆省份，西接卢瓦雷省，西北接塞纳-马恩省，南至涅夫勒省，东临科多尔省，东北与奥布省接壤。
与莱克莱里穆瓦接壤的市镇（或旧市镇、城区）包括：拉伊、瓦讷河畔富瓦西、方丹拉加亚尔德、瓦讷河桥村、瓦西讷、莱瓦莱德拉瓦讷。

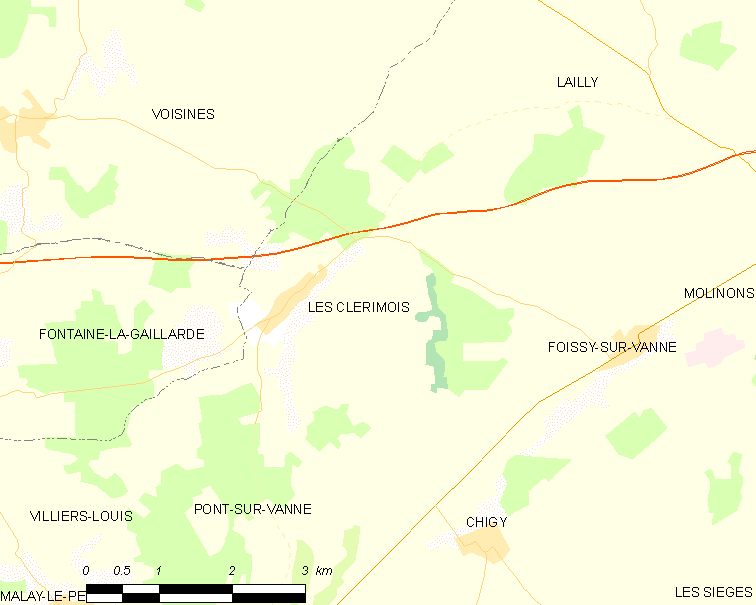
莱克莱里穆瓦的OSM定位图

莱克莱里穆瓦的时区为UTC+01:00、UTC+02:00（夏令时）。

## 行政
莱克莱里穆瓦的邮政编码为89190，INSEE市镇编码为89111。

## 政治
莱克莱里穆瓦所属的省级选区为阿尔芒松河畔布列农县。

## 人口

1962-2008年间莱克莱里穆瓦人口变化图示

莱克莱里穆瓦于2022年1月1日时的人口数量为298人。